# La Dépravée
Pour les articles homonymes, voir The Wicked Lady.

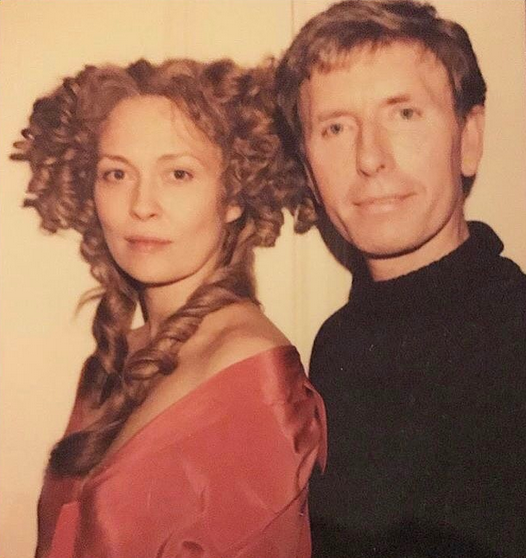
Faye Dunaway et le perruquier Paul Huntley lors d'un essayage de perruque pour The Wicked Lady.

La Dépravée (The Wicked Lady) est un film britannique réalisé par Michael Winner, sorti en 1983. Il s'agit du remake de Le Masque aux yeux verts (1945).

## Synopsis
Caroline doit se marier à Sir Ralph et invite sa sœur Barbara à être sa demoiselle d'honneur. Barbara séduit Ralph et l'épouse elle-même, mais, malgré sa nouvelle situation de richesse, elle s'ennuie et se tourne vers le vol de grands chemins pour des sensations fortes. Sur la route, elle rencontre un célèbre bandit, Jerry Jackson, et ils continuent en équipe, mais certaines personnes commencent à soupçonner son identité et elle risque la mort si elle continue ses activités néfastes.

## Fiche technique
- Titre : La Dépravée
- Titre original : The Wicked Lady
- Réalisation : Michael Winner
- Scénario : Michael Winner, Leslie Arliss, Aimée Stuart et Gordon Glennon d'après le roman de Magdalen King-Hall
- Production : Yoram Globus, Menahem Golan et Michael J. Kagan
- Musique : Tony Banks
- Costumes : John Bloomfield
- Photographie : Jack Cardiff
- Montage : Michael Winner
- Pays d'origine : Royaume-Uni - États-Unis
- Format : Couleurs - Stéréo
- Genre : Aventure, drame
- Durée : 98 minutes
- Date de sortie : 1983

## Distribution
- Faye Dunaway (VF : Sophie Réal) : Lady Barbara Skelton
- Alan Bates (VF : Patrick Poivey) : Jerry Jackson
- John Gielgud : Hogarth
- Denholm Elliott (VF : Mike Marshall) : Sir Ralph Skelton
- Prunella Scales : Lady Kingsclere
- Oliver Tobias : Kit Locksby
- Glynis Barber : Caroline
- Joan Hickson : Tante Agatha
- Marina Sirtis : La fille de Jackson
- Dermot Walsh : Lord Marwood
- Mark Burns : Roi Charles II
- Celia Imrie : Servante